# Дарницкое кладбище
Да́рницкое кладби́ще — некрополь в Дарницком районе города Киева. Открыто в 1947 году, предназначалось для похорон усопших жителей Дарницы. Закрыто решением Исполкома Киевского городского совета № 1380 от 14 августа 1970 года.
Площадь 9 га, количество захороненных 11 055.
Адрес: Харьковское шоссе, 52.

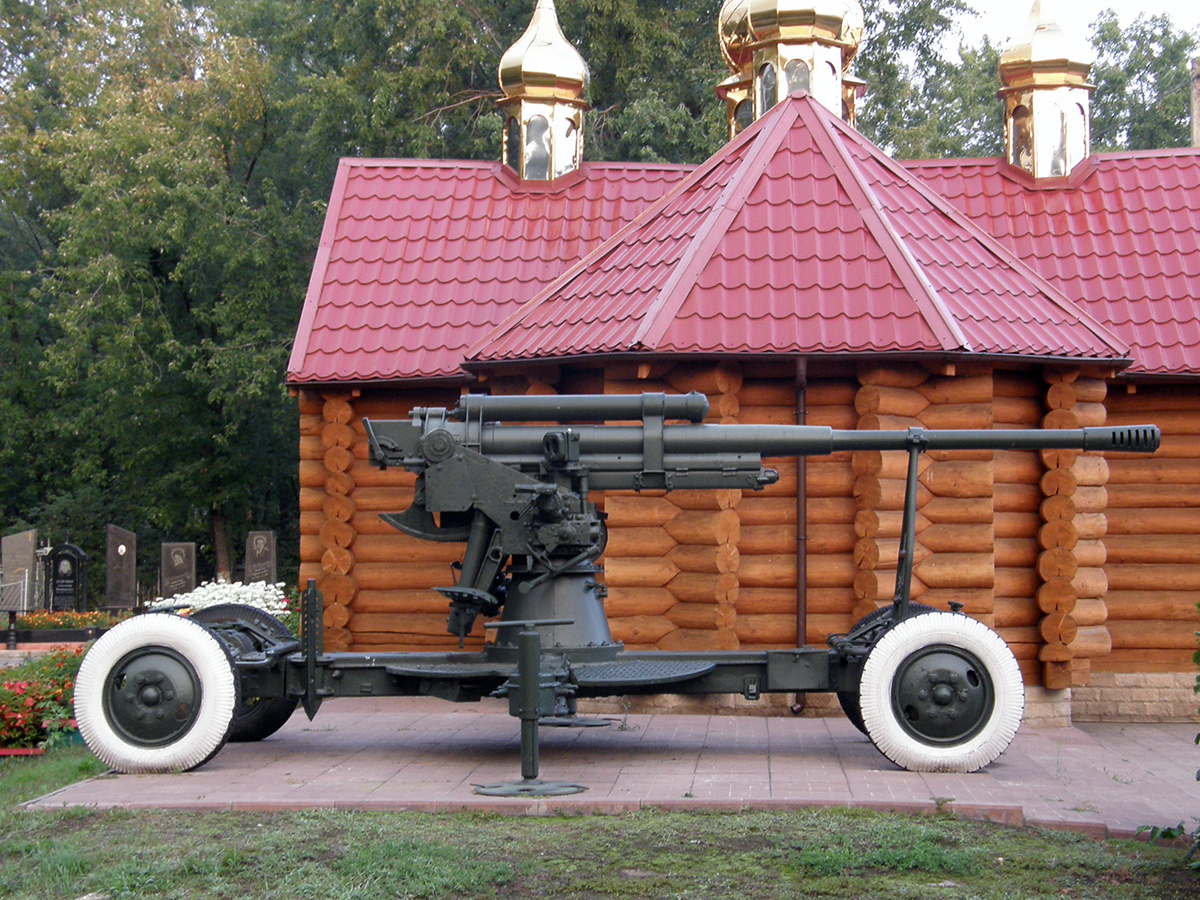
зенитное орудие КС-12 на Дарницком кладбище

На территории кладбища находится воинское захоронение, признанное памятником истории, которое состоит из 533 могил воинов Красной Армии, погибших в боях в 1941, 1943 и 1944 годах, и могилы 43 польских зенитчиков из Войска Польского, которые погибли при обороне Дарницкого железнодорожного узла в апреле 1944 года. В центре кладбища установлено одно из 85-миллиметровых зенитных орудий КС-12, которые принимали участие в освобождении Дарницы от немецкой армии в 1943 году.
В 2009 году при кладбище открыт деревянный храм великомученицы Раисы Александрийской (УПЦ (МП)), возведённый на средства местного жителя.

## Похоронены
- Карижский, Григорий Иванович (1895 - 1971) - советский военный деятель, Генерал-майор (1 октября 1942 года). Герой Советского Союза.
- Макаров, Иван Иванович (1914 - 1980) - Герой Советского Союза, танкист.
- Сиренко, Иван Лаврентьевич (1910 - 1965) - Герой Советского Союза, лётчик.
- Полухин Сергей Михайлович (1926 - 2025) - Генерал-майор, почетный ветеран Украины.